# Gonchárovka (Kursk)
Gonchárovka (en ruso: Гончаровка) es un pueblo ruso perteneciente al óblast de Kursk. Situado en el suroeste del país, forma parte del raión de Sudzha.

## Toponimia
Otros nombres de importancia local son Jonchárivka (en ucraniano: Гончарівка).

## Geografía
Gonchárovka está situado a orillas del río Oleshnya, 1 km al oeste de Sudzha y 89 km al suroeste de Kursk. A 7,5 km está la frontera entre Rusia y Ucrania, y forma parte de la región histórica de Ucrania Libre.

## Historia
El 6 de agosto de 2024, el pueblo fue escenario de una incursión en la óblast de Kursk de las Fuerzas Armadas de Ucrania en el transcurso de la guerra ruso-ucraniana.El 15 de agosto, el gobierno ucraniano anunció la formación de una administración militar para brindar ayuda humanitaria a los civiles y mantener la ley y el orden, donde se integró a Gonchárovka. El 14 de marzo de 2025, las autoridades militares de Rusia anunciaron la toma de la localidad, un día después de hacerse con Sudzha, que era la mayor ciudad que las fuerzas ucranianas habían ocupada en su ofensiva.

## Demografía
La evolución demográfica de Gonchárovka entre 2002 y 2010 fue la siguiente:
| 2648                           | 2759 | 2731 |
| (Fuente: Population of Russia) |      |      |

## Infraestructura

### Arquitectura, monumentos y lugares de interés
En el pueblo está la iglesia de la Natividad, construida en 1835, y un monumento soviético en honor a los luchadores de la Segunda Guerra Mundial.

### Transporte
Gonchárovka se encuentra en las carreteras regionales: 38K-004 (Dyakónovo-Sudzha-frontera con Ucrania), 38K-030 (Rylsk-Korénevo-Sudzha) y 38K-024 (Lgov - Sudzha) y en las carreteras intermunicipales 38N-609 (Sudzha-Guevo-Gornal-frontera con Ucrania).